# らのべのへん!
『らのべのへん!』は原作：弓弦イズル、作画：山木鈴による日本の漫画である。
メディアファクトリーの『月刊コミックアライブ』にて、2010年10月号から2011年8月号まで連載された。

## あらすじ
主人公、管野一景は新米ラノベ編集者である兄が入院している間、兄に頼まれて編集者の代理として新人作家の担当をすることになる。しかし、その作家は管野のクラスメイトで、しかもそのクラスにイラストレーターの少女までが編入してくることになる。

## 登場人物
管野 一景（すがの いっけい）
主人公。高校生ながら兄に変装してライトノベルの編集者をすることになる。
中学時代まではバスケ部だったが、怪我で辞めた過去がある。
兄のフリをして編集者のマネをしていたことがバレて、みすずと険悪な雰囲気になるも和解し、カミカゼ出版でアルバイトを開始する。
蒼奈に告白され彼氏彼女の関係となり、5年後にはカミカゼ出版に正社員として採用が決まると同時に蒼奈にプロポーズし、蒼奈と結婚する。
時任 蒼奈（ときとう あおな）
ペン･ネーム、水城深藍。『白詰草と黄金の月』で『第3回カミカゼ文庫ライトノベル新人賞』で大賞を受賞して作家デビューを果たした高校生の少女。かなりの恥ずかしがり屋で人と話すことが苦手で、打ち合わせや授賞式に手作りのワニの着ぐるみで登場するなど、ぶっ飛んだ一面を持つ。
5年後には累計100万部を売り上げる売れっ子作家になる。
藤巻 みすず（ふじまき みすず）
ペンネーム、藤人。『第1回カミカゼ文庫イラスト大賞』にて大賞を受賞し、イラストレーターデビューを果たした少女。富山県出身だが、デビューを機に上京。一景や蒼奈とクラスメイトになる。好みの男性のタイプは社会人で、変装した一景が好みである。
編集部の方針で新人賞受賞作家と同時デビューを果たし、『白詰草と黄金の月』のイラストを担当することになる。
百景に憧れを抱いており、最後は百景を半ば誘惑する形で告白し、百景と彼氏彼女の関係になる。
管野 百景（すがの ひゃっけい）
カミカゼ出版文庫編集事業部に勤務する新米編集者。入社2年目だが、今までデスク業務が主で『白詰草と黄金の月』が初担当作品である。
階段から落ちて全治1ヶ月の怪我を負い入院することになり、弟を変装させ自らの代理編集者として時任蒼奈や藤巻みすずの元に送り込んだ張本人。
土方 十三（ひじかた とおみ）
カミカゼ文庫編集長。かなり豪快な女性。
橘 美赤（たちばな みか）
カミカゼ文庫編集部に勤務する女性編集者。
ハチさん
カミカゼ文庫の副編集長。本名不詳。

## 書誌情報
原作：弓弦イズル、作画：山木鈴『らのべのへん!』 メディアファクトリー〈MFコミックスアライブシリーズ刊〉、全2巻
1. 『らのべのへん! 1』2011年1月31日初版第一刷発行（2011年1月23日発売） ISBN 978-4-8401-3736-2
2. 『らのべのへん! 2』2011年7月31日初版第一刷発行（2011年7月23日発売） ISBN 978-4-8401-4015-7